# Carol Mendelsohn
Pour les articles homonymes, voir Mendelsohn.
Pour les articles ayant des titres homophones, voir Mendelssohn et Mendelson.
Carol Mendelsohn est une productrice et scénariste américaine née en 1951 à  Chicago, dans l'Illinois.
Après avoir écrit de nombreux épisodes pour des séries télévisées comme Fame en 1986 ou Melrose Place de 1994 à 1999, Carol devient productrice dans des séries telles que Providence en 1999 où joue Melina Kanakaredes alias Stella Bonasera de la série Les Experts : Manhattan, série de la même franchise que Les Experts et Les Experts : Miami, que Carol Mendelsohn a créées avec la complicité de Anthony E. Zuiker et Ann Donahue.

## Filmographie

### En tant que productrice
- 1990 : Gabriel Bird - Saison 1
- 1996 : Melrose Place - Saison 4
- 1999 : Providence - Saison 2
- 2000 - 2009 : Les Experts - Saisons 1 à 10
- 2002 - 2009 : Les Experts : Miami - Saisons 1 à 8
- 2004 - 2009 : Les Experts : Manhattan - Saison 1 à 6
- 2015 - : CSI: Cyber

### En tant que scénariste
- 1985 : Le Juge et le Pilote - Saison 3
- 1986 : Fame - Saison 5
- 1987 : Stingray - Saison 2
- 1988 : Jack Killian, l'homme au micro - Saison 1
- 1988 : Un flic dans la mafia - Saison 1
- 1989 : Heartbeat - Saison 2
- 1990 : Gabriel Bird - Saison 1
- 1994 - 1999 : Melrose Place - Saisons 3 à 7
- 1996 : Un rêve trop loin de Bruce Pittman
- 1999 : Providence - Saison 2
- 2000 - 2009 : Les Experts - Saisons 1 à 10
- 2002 - 2009 : Les Experts : Miami - Saisons 1 à 8
- 2003 : Gadget et les Gadgetinis - Saison 1
- 2004 - 2009 : Les Experts : Manhattan - Saisons 1 à 6
- 2008 : Mon oncle Charlie - Saison 5

### En tant qu'actrice
- 2004 : Les Experts : Miami - Saison 2